# Фриз (архитектура)
Фриз (фр. frisé — вьющийся, курчавый, завитой) — горизонтальный элемент ордерной композиции, средняя часть антаблемента, расположенная между архитравом внизу, лежащим непосредственно на капителях колонн, и карнизом наверху.
В ином, более широком значении, и вне строгих рамок классической архитектуры — декоративная композиция в виде горизонтальной полосы или ленты, декорированной рельефом или росписью, увенчивающей или обрамляющей ту или иную часть архитектурного сооружения. Архитектурный фриз дал название определённому типу композиции, не всегда связанной с архитектурой, а именно фризовое расположение в живописи, декоративной росписи, мозаике. Любой значительно удлинённый формат в изобразительном искусстве называют фризом или «фризовым расположением фигур».

## Этимология
Этимология термина спорна. Согласно одной из версий происхождение французского названия (буквальное значение: ворсистый, кудрявый) связано с тем, что архитектурный фриз чаще декорировали рельефными или расписными изображениями. Косвенно эту версию подтверждает название фриза, принятое в античности: зофор (греч. Ζωоφόρος — несущий изображения зверей). Другая версия связывает французский термин с именованием германского племени фризов (лат. frisii), обитавшего в начале нашей эры в нижнем течении Рейна и известного римлянам в качестве варваров, обросших бородами и длинными курчавыми волосами. Поэтому фризом или фризской тканью традиционно называют шерстяную ткань с длинным ворсом.

## Классическая архитектура
В архитектуре древних этрусков в Италии деревянные конструкции перекрытия храмов, в том числе архитрав, фриз и карниз закрывали терракотовыми плитами с росписью минеральными красителями: белым, голубым и красным. Однако классическую форму фриз как часть архитектурного ордера приобрёл в строительной культуре Древней Греции. В дорическом ордере фриз, расположенный между гладким архитравом и профилированным карнизом, оформлен чередованием триглифов и метоп. Причём если фуст колонны и архитрав (несущие части архитектурной конструкции), как правило, не окрашивали, то несомые части — фриз и карниз — ярко расписывали. Триглифы — синим или зелёным, фон метоп — ярко-красным. Метопы квадратного формата украшали рельефами (реже росписью). Рельефы оставляли светлыми, цвета мрамора, а их контуры подчеркивали чёрной краской.
Особое значение имела направленность изображений на метопах: зрительное движение фигур направлено либо к центру главного фасада, либо в противоположном направлении, от срединной линии переднего фасада к заднему фасаду здания, где рельефы сталкивались «лицом к лицу». В ионическом, коринфском и композитном ордерах триглифы и метопы отсутствуют. В римском варианте тосканского ордера, по теории Витрувия, фриз также совершенно гладок.
Фриз ионического ордера часто украшали геометризованным изображением веерообразно расходящихся листьев пальмового дерева из цветочной чашечки с двумя спиралевидными усиками по сторонам — пальметтами и схожих с пальметтой антемиев, или анфелиев (др.-греч. άνθεμιον, άνθος — цветок) — род растений семейства сложноцветных с перистыми, щетинообразными листьями. В отличие от пальметты антемий происходит от египетского мотива цветка лотоса и выглядит иначе.
В греческо-ионическом, римско-ионическом, коринфском и композитном ордерах фриз покрывали сплошной лентой зофора (греч. Ζωоφόρος — несущий изображения зверей) — композицией с изображением животных или сцен мифологического характера, чаще ярко расцвеченного и частично вызолоченного рельефа.
Выдающимся памятником искусства скульптуры периода эллинизма является фриз Алтаря Зевса в Пергаме (164—156 гг. до н. э.). Он размещён необычно: не на антаблементе колоннады, а в нижней части монументального сооружения, на П-образном подиуме. Горельефный фриз сложен из отдельных мраморных плит высотой 2,3 м и общей длиной 120 м. В верхней части сооружения, в перистиле, находился малый скульптурный фриз, также в качестве самостоятельной композиции.

## Архитектура Средних веков и Нового времени
В архитектуре классицизма, неоклассицизма и барокко XVII—XIX веков, а также нового классицизма XX—XXI веков, использование фризовых композиций было свободным и не подчинялось строгим схемам. Так, например, архитектор-палладианец екатерининского классицизма второй половины XVIII века Джакомо Кваренги в здании Кабинета Аничкова дворца в Санкт-Петербурге (1803—1805), нарушая правила, совместил ионические капители с дорическим антаблементом.